# 汐科車站

五堵、汐止、汐科車站軌道圖（五堵貨場軌道僅供參考）

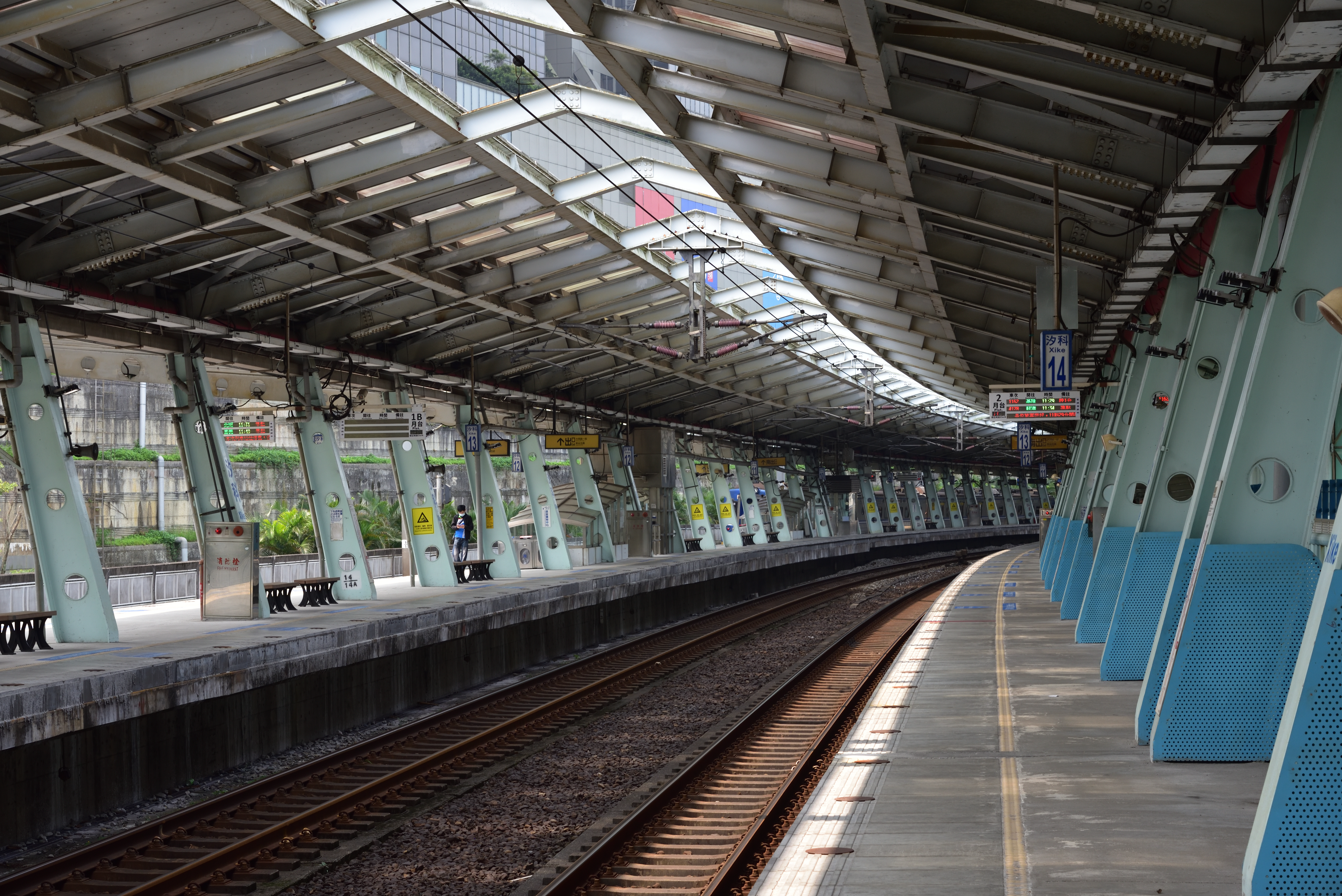
汐科站月台

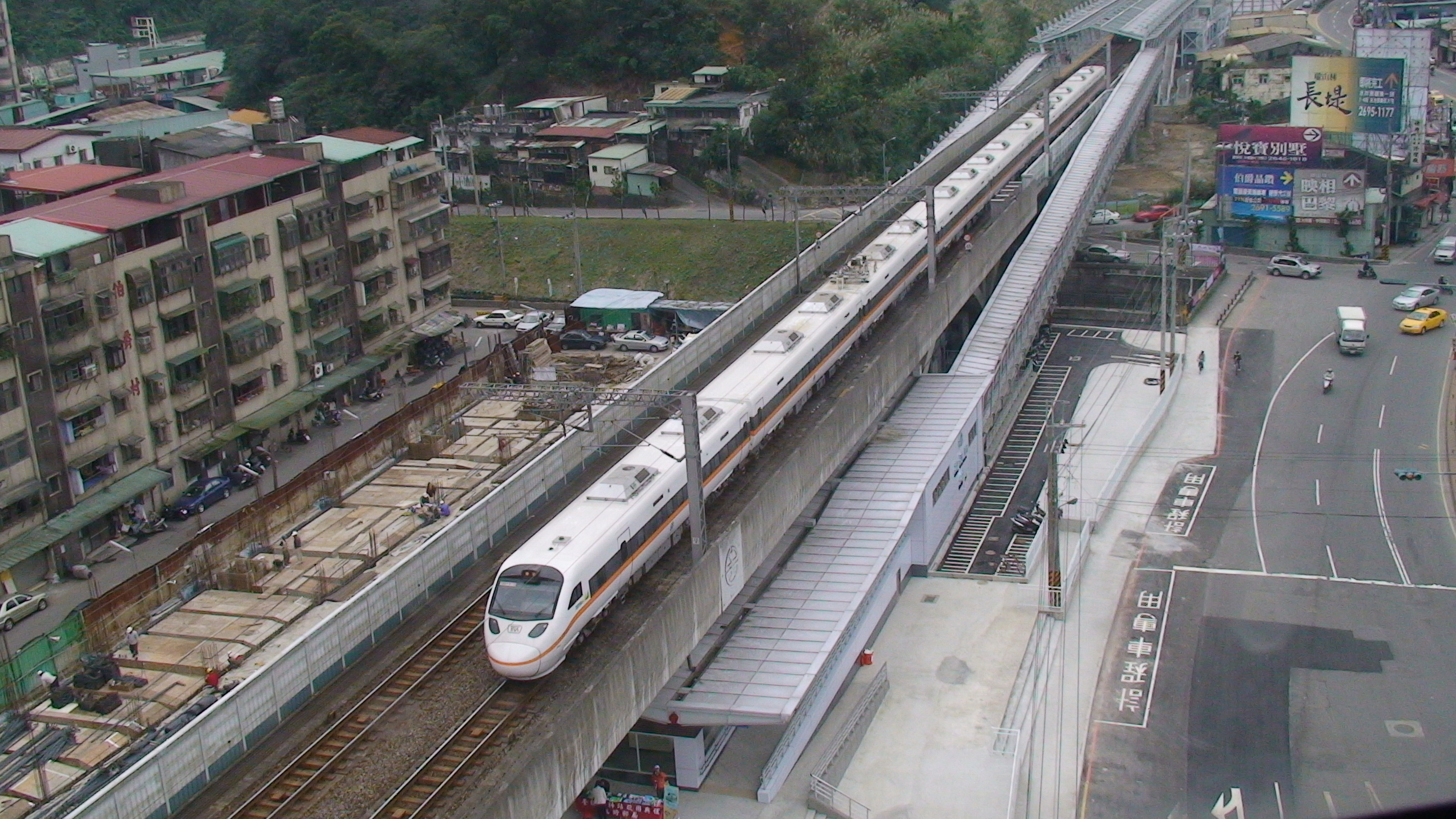
高架鐵道下方即是汐科站人行道

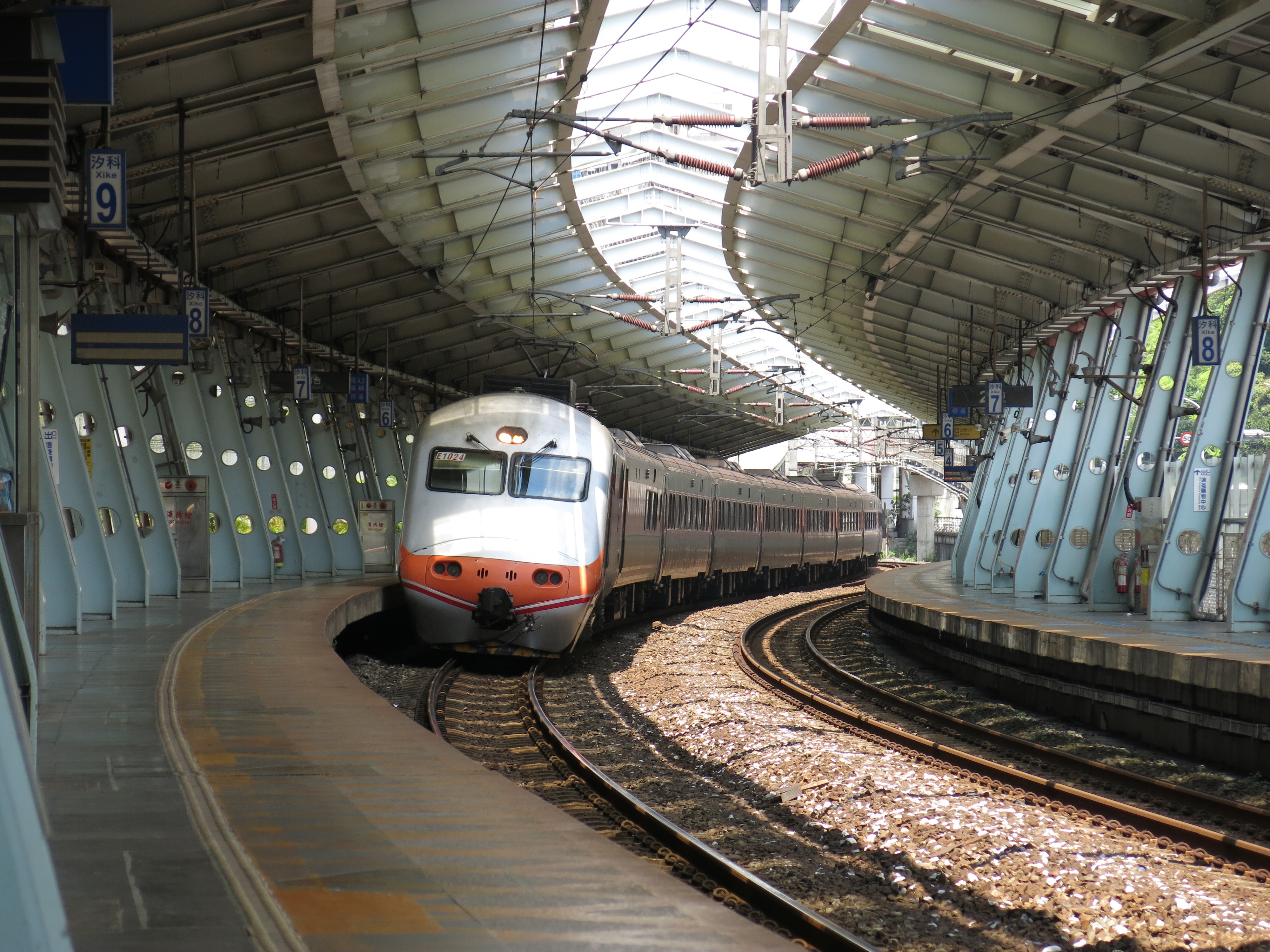
從行經的自強號列車可以看出汐科車站的月台是設置在彎道上。

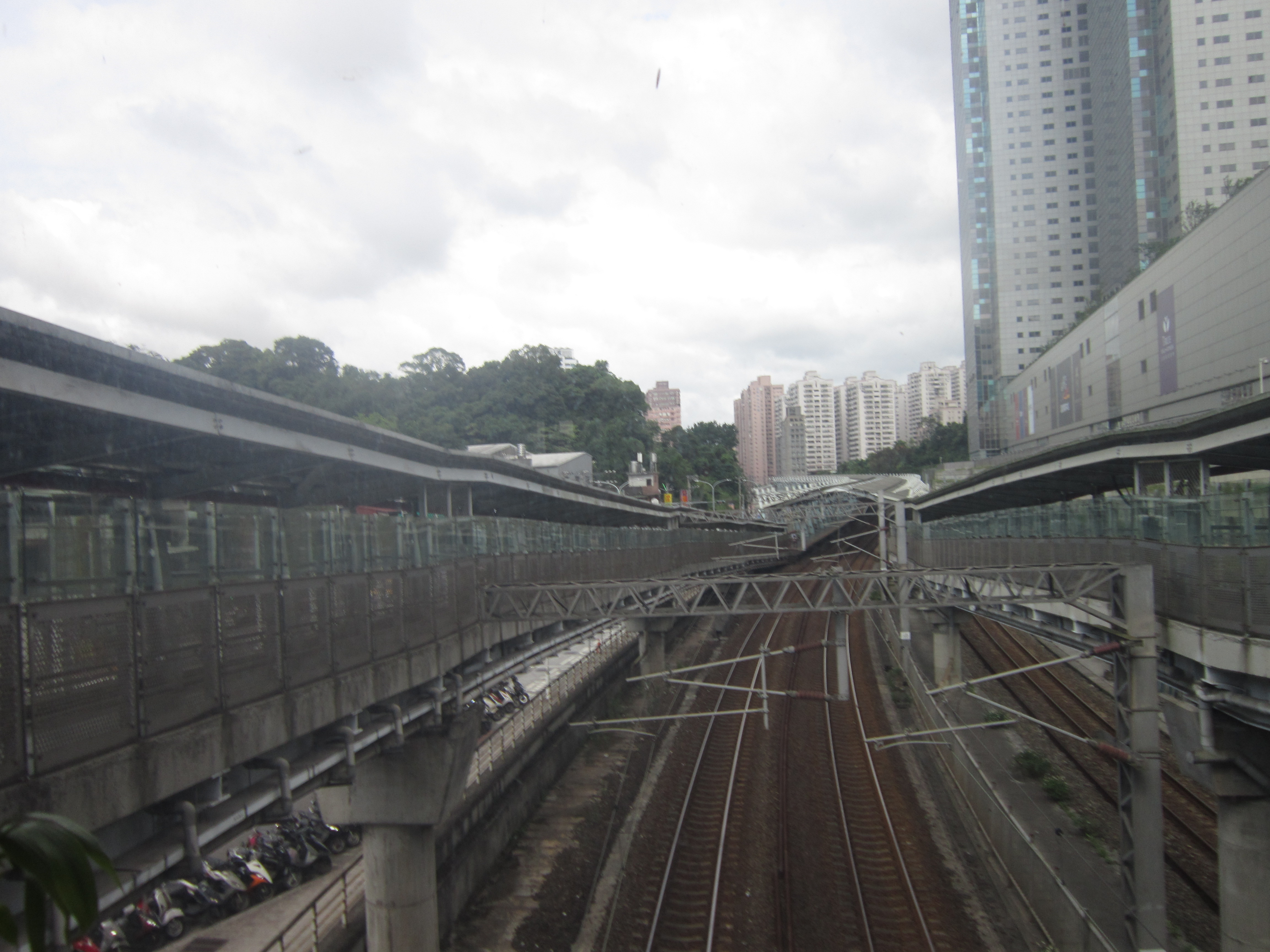
汐科南站往北遠眺通往月台的長廊

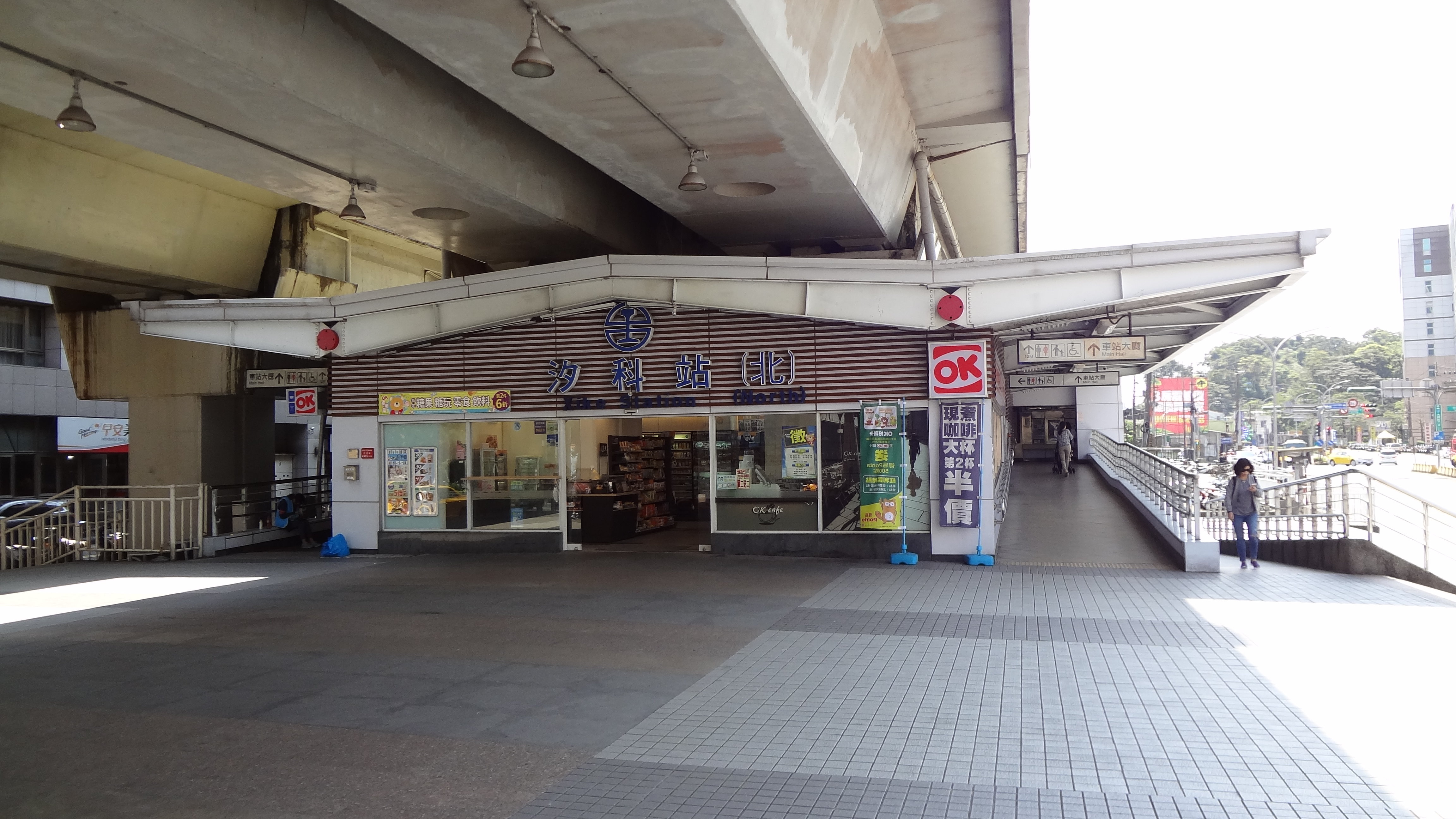
汐科站北站房正面的店舖及出入口

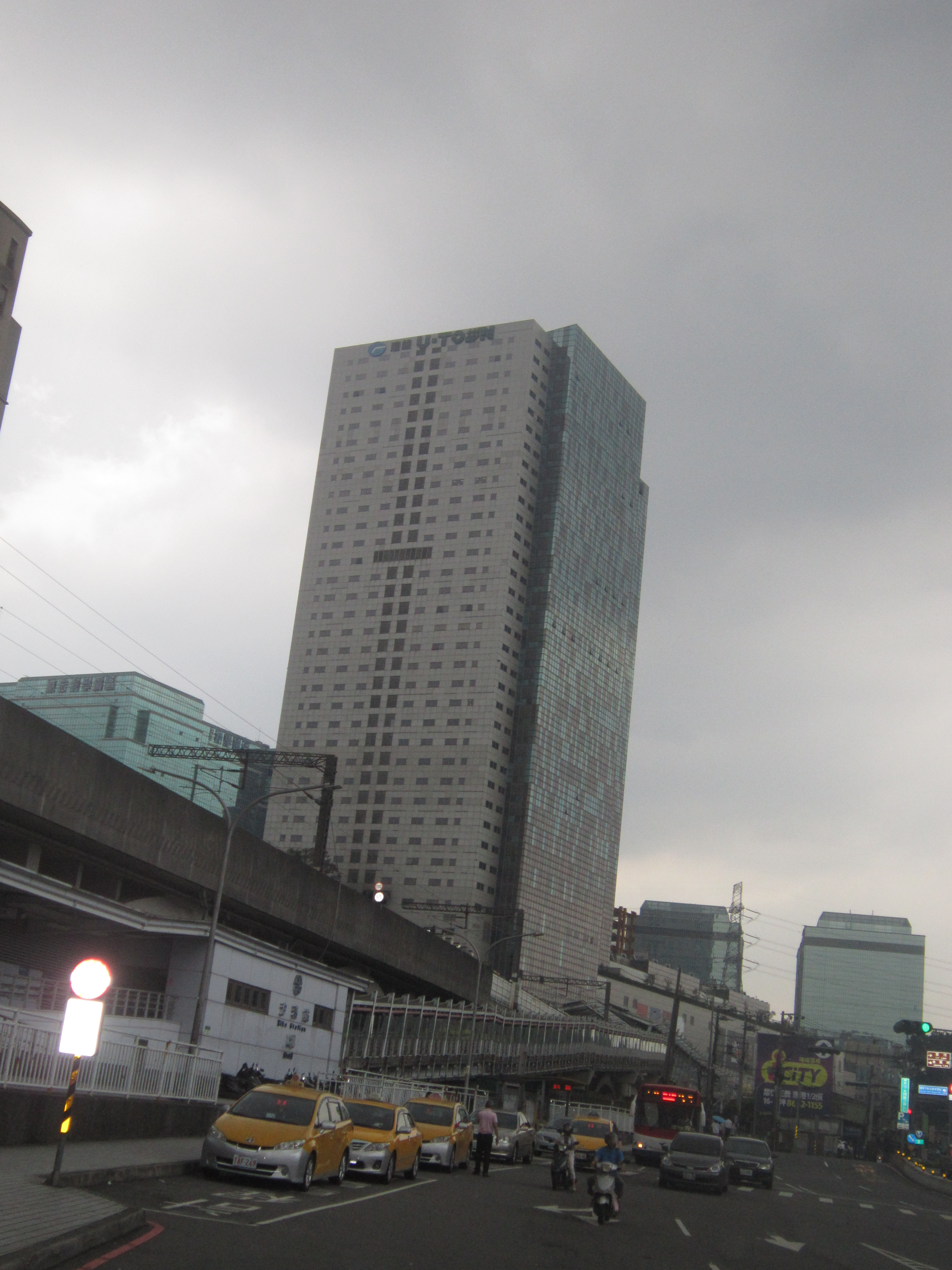
遠雄U-TOWN、汐科站北站房、汐科站公車候車亭及省道台5甲線(大同路二段)

汐科車站位於臺灣新北市汐止區，為臺灣鐵路公司縱貫線的鐵路車站，是臺鐵捷運化政策中所增設的通勤車站之一，也是汐止區繼汐止車站、五堵車站之後第三座鐵路車站。目前規劃中的汐止東湖線與基隆捷運亦計畫在此設站。

## 車站概要
規劃期間暫名「南汐止」 及「汐科園區」，通車前訂為今名。事實上，車站附近並沒有稱為「汐止科學園區」的園區，僅有民間企業興建的東方科學園區、遠東世界中心、遠雄U-TOWN等廠辦建築；不過新北市政府已計畫以汐科站周圍的廠辦聚落為中心，打造「大汐止經貿園區」。目前為簡易站，並指定由汐止站管理，主要停靠區間車及部分區間快車，目前規劃中的汐止東湖線與基隆捷運亦計畫在此設站，車站編號為SB14。

## 車站構造
汐科車站位於縱貫線從地面逐漸轉上高架的路段，因此呈現出南低北高的形勢。車站設有南、北兩處站房，月台則設有2座3面，分別為側式1座、島式1座，長度大約各343公尺，可以讓15輛編組的列車停靠。
由於汐科站可供建築的空間狹窄，站房分設在月台的兩端，站體總長度達650公尺，從兩座站房通往月台皆需要行走約100公尺的長廊；加上南站房設於平面軌道、但北站房設於高架軌道的設計，使得該站在台鐵各座車站中顯得相當特殊。由於站體過長，不方便乘客搭車，曾有地方人士請求設置電動步道。另外因第二月台面積過窄，在候車時候容易造成危險，台鐵在2016年5月表示將進行拓寬評估，2017年2月進行北上月臺拓寬工程，包含無障礙設施等，歷時一年，於2018年2月完工啟用。
- 南站房：
  - 採用跨站式站房橫跨軌道。
  - 身障人士若要坐輪椅從南側進入月台，須等候站員開啟月台中段的身障電梯。
  - 南站連接遠東世界中心、新台五路之步行聯絡道，未與站房同時興建，而是遲至2008年12月15日才竣工啟用[8]。
  - 南站臨大同路側的人行道設有公車候車亭及YouBike微笑單車停車柱。
- 北站房：
  - 設於已高架化軌道之下，與浮洲車站類似，站內硬體配置較南站房多，站舍外的廣場設置有YouBike微笑單車停車柱，臨大同路側設有公車候車亭。
  - 站房過剪票閘口後的長廊，其實也是一座跨越康誥坑溪的橋樑。
  - 站房出口位於連興街與大同路二段的交岔口。

### 月台配置
| 1A | █ 西部幹線（逆行）     | 往 臺中、高雄、屏東、潮州、臺東（經南迴線）方向 |
| 1A | █ 東部幹線（直通逆行） | 往 樹林、臺中、高雄 方向                        |
| 1B | █ 東部幹線（直通順行） | 往 宜蘭、花蓮、台東 方向                        |
| 1B | █ 西部幹線（直通逆行） | 往 樹林、臺中、高雄 方向                        |
| 1B | █ 西部幹線（逆行）     | 往 高雄、屏東、潮州、臺東（經南迴線）方向       |
| 2  | █ 西部幹線（順行）     | 往 七堵、基隆 方向                              |
| 2  | █ 東部幹線（直通順行） | 往 宜蘭、花蓮、臺東 方向                        |

- 本站月台共有3側，1B月台主要為與2月台雙單線行駛時通過列車使用，但如果南下(逆行)必須待避/追越時，就會與1A月台進行雙單線運用。

## 歷史
- 2005年6月：開始動工，經費新台幣3億5千萬元。
- 2007年12月30日：正式啟用，為簡易站，由汐止站管理，此時剛竣工的汐科車站為兩座岸式月台。
- 2008年12月15日：南站通往遠東世界中心的人行連絡道啟用。
- 2012年4月3日：台北市立建國中學蔡姓學生在該站跳軌自殺，遭北上山線246車次，從樹林到台東的自強號撞上當場身首異處，也導致北上南下行駛車次延誤，這起事故共影響38次列車，超過2萬名通勤旅客被延誤，直到21ː00左右，全線才恢復正常通車[9]。
- 2013年4月18日：因切換工程需要東正線遷至第一月台A側，B側暫時停用待第三線切換啟用。
- 2013年10月20日：第一月台B側第三軌工程切換啟用，自此開始汐科車站改為一座島式月台及一座岸式月台。
- 2015年5月：南站通往IFG遠雄廣場、遠雄U-TOWN的人行連通道啟用。
- 2016年：汐科車站的月台由於通往南、北兩端的出口距離太遠，且月台本身又太窄，因此，當地居民向相關當局反映能夠將其拓寬[10]。
- 2021年：因月台過窄等問題被評為「超恐怖車站」，立法委員賴品妤要求交通部鐵道局提出改善方案，同時亦爭取車站升格，讓民眾有安全的汐科站可以使用。[11] 交通部長王國材應賴品妤要求，協同台鐵局長杜微、鐵道局長伍勝園等人前往台鐵汐科站視察，並當場承諾改善出口空間、拓寬樓梯及人行道寬度，以提升服務品質。[12]
- 2021年12月29日，改點後4003次及2008次區間快車增停本站。
- 2022年6月14日，賴品妤促使交通部長王國材至汐科車站視察並宣佈，為了改善台鐵汐科站南北長達565公尺將增設中站出入口、設置連通道[13]。2023年12月8日正式動工，預定2025年5月竣工[14]。

## 利用狀況
2010年全年上車人數1,684,259、下車人數1,744,750。
根據2024年資料，本站每日旅運量約為23,478，在台鐵各站中排行第14名。
| 年   | 年間      | 年間      | 年間      | 日平均 | 日平均 | 來源          |
| 年   | 上車      | 下車      | 上下車計  | 上車   | 上下車 | 來源          |
| ---- | --------- | --------- | --------- | ------ | ------ | ------------- |
| 2007 | 1,725     | 875       | 2,599     | 862    | 1,300  | [ 16 ] [ 17 ] |
| 2008 | 806,351   | 716,119   | 1,522,470 | 2,203  | 4,160  | [ 16 ] [ 17 ] |
| 2009 | 1,317,815 | 1,323,172 | 2,640,987 | 3,610  | 7,236  | [ 16 ] [ 17 ] |
| 2010 | 1,684,259 | 1,744,750 | 3,429,009 | 4,614  | 9,395  | [ 18 ]        |
| 2011 | 1,920,522 | 1,994,927 | 3,915,449 | 5,262  | 10,727 | [ 19 ]        |
| 2012 | 2,154,014 | 2,243,905 | 4,397,919 | 5,885  | 12,016 | [ 20 ]        |
| 2013 | 2,229,341 | 2,334,438 | 4,563,779 | 6,108  | 12,504 | [ 21 ]        |
| 2014 | 2,292,020 | 2,378,588 | 4,670,608 | 6,280  | 12,796 | [ 22 ]        |
| 2015 | 2,533,076 | 2,622,164 | 5,155,240 | 6,940  | 14,124 | [ 23 ]        |
| 2016 | 2,811,671 | 2,938,058 | 5,749,729 | 7,682  | 15,710 | [ 24 ]        |
| 2017 | 3,053,033 | 3,159,230 | 6,212,263 | 8,364  | 17,020 | [ 25 ]        |
| 2018 | 3,168,892 | 3,266,711 | 6,435,603 | 8,682  | 17,632 | [ 26 ]        |
| 2019 | 3,277,683 | 3,345,989 | 6,623,672 | 8,980  | 18,147 | [ 27 ]        |
| 2020 | 3,218,308 | 3,226,319 | 6,444,627 | 8,793  | 17,608 | [ 28 ]        |
| 2021 | 2,752,133 | 2,759,721 | 5,511,834 | 7,540  | 15,101 | [ 29 ]        |
| 2022 | 3,207,932 | 3,226,965 | 6,434,897 | 8,788  | 17,630 | [ 30 ]        |
| 2023 | 3,901,234 | 3,906,403 | 7,807,637 | 10,688 | 21,391 | [ 31 ]        |
| 2024 | 4,268,747 | 4,324,223 | 8,592,970 | 11,663 | 23,478 | [ 32 ]        |

## 其他
- 歌手李佳薇曾在此拍攝《忍不住想念》音樂錄影帶。

## 腳註

### 來源資料
1. 1 2  國營臺灣鐵路股份有限公司. .  (报告). 國營臺灣鐵路股份有限公司: 20–31. 2025年5月  [2025-05-08]. （原始内容存档于2025-05-08） （中文（臺灣）及英语）.
2. ↑  台鐵都會區捷運化暨區域鐵路先期建設計畫[永久]，交通部新聞稿
3. ↑  汐科站簡介 （页面存档备份，存于），臺灣鐵路管理局
4. ↑  .   [2016-11-27]. （原始内容存档于2016-11-27）.
5. ↑  . 國營臺灣鐵路股份有限公司.   [2024-01-28]. （原始内容存档于2024-01-28）.
6. ↑  汐科火車站月台窄危險 七月發包拓寬 （页面存档备份，存于） - 觀天下有線電視 2016.05.09（該報導登載於聯合新聞網）
7. ↑  王思慧，防落軌 汐科站月台拓寬3倍 （页面存档备份，存于），中時電子報，2018-03-09
8. ↑  . （原始内容存档于2009-02-28）.
9. ↑  . ETtoday新聞雲. 2012-04-04  [2018-11-19]. （原始内容存档于2021-04-06）.
10. ↑  汐科火車站月台窄危險 七月發包拓寬 （页面存档备份，存于） 觀天下 記者：陳惠玲 2016-05-09
11. ↑  . 聯合報. 2021-10-26  [2022-05-27]. （原始内容存档于2022-06-10）.
12. ↑  . 中時電子報. 2021-12-14  [2022-05-27]. （原始内容存档于2022-06-10）.
13. ↑  . 自由時報. 2022-06-14  [2023-01-31]. （原始内容存档于2023-01-05）.
14. ↑  
最長站體「汐科站」增設中段出口 12／8開工 （页面存档备份，存于） 2023.12.5 工商日報
15. ↑  各站客貨起訖量 的存檔，存档日期2012-06-16.，臺灣鐵路管理局
16. ↑  .   [2020-03-04]. （原始内容存档于2020-03-24）.
17. ↑  .   [2015-04-22]. （原始内容存档于2019-05-02）.
18. ↑   (PDF).   [2016-06-04]. （原始内容 (PDF)存档于2011-12-29）. 臺灣鐵路管理局
19. ↑   (PDF).   [2016-06-04]. （原始内容 (PDF)存档于2012-06-16）. 臺灣鐵路管理局
20. ↑   (PDF).   [2016-06-04]. （原始内容 (PDF)存档于2013-06-02）. 臺灣鐵路管理局
21. ↑   (PDF).   [2016-06-04]. （原始内容 (PDF)存档于2014-05-14）. 臺灣鐵路管理局
22. ↑   (PDF).   [2016-06-04]. （原始内容 (PDF)存档于2015-09-24）. 臺灣鐵路管理局
23. ↑   (PDF).   [2016-06-04]. （原始内容 (PDF)存档于2016-07-05）. 臺灣鐵路管理局
24. ↑   (PDF).   [2016-06-04]. （原始内容 (PDF)存档于2017-08-19）. 臺灣鐵路管理局
25. ↑  . 臺灣鐵路管理局.   [2019-05-05]. （原始内容存档于2019-06-05）.
26. ↑  . 臺灣鐵路管理局.   [2019-05-25]. （原始内容存档于2019-06-05）.
27. ↑   (pdf). 臺灣鐵路管理局.   [2020-12-14]. （原始内容存档于2021-05-21）.
28. ↑  . 臺灣鐵路管理局.   [2021-05-21]. （原始内容存档于2021-05-11）.
29. ↑  . 台灣鐵路管理局.   [2022-12-31]. （原始内容存档于2022-04-27）.
30. ↑  . 台灣鐵路管理局.   [2023-10-07]. （原始内容存档于2023-10-10）.
31. ↑  國營臺灣鐵路股份有限公司. .  (报告). 國營臺灣鐵路股份有限公司: 20–31. 2024年6月  [2024-08-16]. （原始内容存档于2024-05-22） （中文（臺灣）及英语）.
32. ↑  國營臺灣鐵路股份有限公司. .  (报告). 國營臺灣鐵路股份有限公司: 20–31. 2025年5月  [2025-05-08]. （原始内容存档于2025-05-08） （中文（臺灣）及英语）.

## 外部連結
- 國營臺灣鐵路股份有限公司 – 汐科車站 （页面存档备份，存于）
- 汐止第三座火車站－台鐵汐科站 （页面存档备份，存于）